# Трилогия отчуждения
Трилогия отчуждения — принятое в киноведении обозначение трёх сходных по тематике и стилистике фильмов, снятых Микеланджело Антониони в начале 1960-х годов. Трилогию образуют фильмы «Приключение» (1960), «Ночь» (1961) и «Затмение» (1962). Все три фильма чёрно-белые и во всех трёх занята гражданская жена режиссёра Моника Витти. Иногда к этой группе относят и следующую работу Антониони, цветной фильм «Красная пустыня» (1964).
На фоне черно-белых пейзажей, в обрамлении равнодушной к ним городской среды или в полупустынных интерьерах разыгрываются судьбы красивых, достаточно состоятельных людей (Марчелло Мастроянни, Ален Делон, Леа Массари, Жанна Моро). Невзирая на внешнее благополучие, они не способны ни сформировать долговечные отношения друг с другом, ни разобраться, в чём же состоит их предназначение в этой жизни.
Бога для Антониони не существует, всякая попытка трансцендентального прозрения или объяснения мира обречена на неудачу, и людям не остаётся ничего другого, как тщетно пытаться нащупать нечто общее на фоне непонятной и чуждой им реальности. Потеря в современном обществе тесных межличностных связей, на которую указывают фильмы трилогии с не лишёнными символизма названиями «Ночь» и «Затмение», часто характеризуется термином «некоммуникабельность» (ит. incomunicabilità).
Излюбленная тема Антониони — распад и исчезновение современного субъекта. В «Приключении» после исчезновения Анны, которая спаивала воедино участников туристической группы, связи между ними распадаются. Камера забывает про психологизм, смотрит на мир более объективно, её всё более занимают не лица людей, а окружающий их мир. Во второй части фильма камера подолгу любуется ландшафтом, небом, вообще физической реальностью. Музыка становится абстрактной и сводится к внезапным атональным созвучиям, которые вносят в фильм ноту тревоги. В финале «Затмения» главные герои и вовсе пропадают из виду, режиссёр словно забывает об их существовании и на протяжении 8 минут предаётся абстрактному созерцанию городской среды.
Ролан Барт называл «Приключение» первым «открытым фильмом», то есть фильмом без развязки, где конец одного сюжета всегда оборачивается началом чего-то нового. В фильмах трилогии Антониони ставит под сомнение психологизм как основу современного искусства (кино, в частности) и нащупывает новые возможности передачи внутреннего состояния аудиовизуальными средствами.